# German Open 2018
Il German Open 2018 è stato un torneo di tennis giocato sulla terra rossa. È stata la 112ª edizione dell'evento che fa parte della categoria ATP Tour 500 nell'ambito dell'ATP World Tour 2018. Si è giocato all'Am Rothenbaum di Amburgo, in Germania, dal 23 al 29 luglio 2018.

## Partecipanti

### Teste di serie
| Nazionalità          | Giocatore             | Ranking* | Testa di serie |
| -------------------- | --------------------- | -------- | -------------- |
| Austria              | Dominic Thiem         | 9        | 1              |
| Argentina            | Diego Schwartzman     | 12       | 2              |
| Spagna               | Pablo Carreño Busta   | 13       | 3              |
| Bosnia ed Erzegovina | Damir Džumhur         | 23       | 4              |
| Germania             | Philipp Kohlschreiber | 24       | 5              |
| Italia               | Marco Cecchinato      | 27       | 6              |
| Francia              | Richard Gasquet       | 29       | 7              |
| Spagna               | Fernando Verdasco     | 33       | 8              |

* Ranking al 16 luglio 2018.

### Altri partecipanti
Giocatori che hanno ricevuto una Wild card:
- Florian Mayer
- Rudolf Molleker
- Casper Ruud

Il seguente giocatore è entrato in tabellone come special exempt:
- Henri Laaksonen

I seguenti giocatori sono passati dalle qualificazioni:

- Nikoloz Basilašvili
- Jozef Kovalík
- Daniel Masur
- Corentin Moutet

Il seguente giocatore è entrato in tabellone come lucky loser:
- Thiago Monteiro

### Ritiri
Prima del torneo
- Filip Krajinović → sostituito da  Aljaž Bedene
- Lucas Pouille → sostituito da  Nicolás Jarry
- Andreas Seppi → sostituito da  Thiago Monteiro
- Stefanos Tsitsipas → sostituito da  Jan-Lennard Struff

Durante il torneo
- Aljaž Bedene
- Richard Gasquet

## Campioni

### Singolare
Nikoloz Basilašvili ha battuto in finale  Leonardo Mayer con il punteggio di 6–4, 0–6, 7–5.
- È il primo titolo in carriera per Basilašvili.

### Doppio
Julio Peralta /  Horacio Zeballos hanno battuto in finale  Oliver Marach /  Mate Pavić con il punteggio di 6–1, 4–6, [10–6].